# La Derecha (Italia)
La Derecha (en italiano: La Destra, abreviado LD) fue un partido político italiano de ideología conservadora nacionalista.

## Historia
El 3 de julio de 2007 Francesco Storace anunció su abandono de Alianza Nacional (AN) en una carta publicada en su web, alegando que se había vuelto demasiado centrista y moderada y en protesta contra la falta de democracia interna en el partido y en oposición con la integración de AN dentro del Pueblo de la Libertad; el 27 de julio presentó su nuevo partido, La Derecha, siendo fundado formalmente el 10 de noviembre en un congreso constituyente en Roma. También se integraron en la nueva formación los partidos Alianza Siciliana, Lista Taverna y Unitalia (convirtiéndose en las secciones de Sicilia, Trentino y Tirol del Sur, respectivamente), y Daniela Santanchè. El 18 de enero de 2008 Giancarlo Pagliarini (ex-Liga Norte) se incorporó a La Derecha.
De cara a las elecciones generales de Italia de 2008 el partido se presentó coaligado con la Llama Tricolor con Daniela Santanchè como candidata, logrando solo el 2,4% de los votos y ningún diputado; el 20 de julio Storace renunció al liderazgo del partido. El partido se vio en el dilema de mantener su independencia o unirse al Pueblo de la Libertad (PdL) de Silvio Berlusconi. Storace era partidario de la primera opción, mientras que Santanchè era favorable a la segunda. El 22 de agosto Santanchè presentó oficialmente su candidatura a la dirección del partido, sin embargo el 28 de septiembre dimitió como portavoz del partido. El 9 de noviembre Storace fue reelegido secretario durante un congreso del partido, no excluyendo finalmente una futura alianza con el PdL.
En octubre un sector se escindió y creó Derecha Federal, mientras que en noviembre Santanchè creó Movimiento por Italia; ambas partes, junto con una tercera escisión, Derecha Libertaria, se unieron al poco tiempo al PdL.
En las elecciones al Parlamento Europeo de 2009 se presentó como parte de La Autonomía, que incluía también al Movimiento por las Autonomías, el Partido Pensionitas y la Alianza del Centro, obteniendo un 2,2% de los votos y ningún eurodiputados. Para las elecciones regionales de 2010 Storace firmó un pacto con el PdL en el que La Derecha apoyaba a las candidaturas del PDL y la Liga Norte.
En las elecciones regionales de Sicilia de 2012 su miembro Nello Musumeci se presentó a la presidencia por la coalición de centro-derecha, pero perdió frente a Rosario Crocetta, del Partido Democrático.

## Ideología
Se definía como un partido de la "derecha social, nacional y popular" y promovía el patriotismo, los valores católicos y la cohesión nacional. Entre otras cosas, La Derecha apoyaba firmemente la democracia directa y el presidencialismo. Su política económica era una mezcla de estatismo, como el fuerte apoyo al Estado del bienestar y la introducción de un llamado "préstamo social" (mutuo sociale) para los jóvenes a fin de que pudieran comprar una casa, y de propuestas libertarias, como la introducción del impuesto de tasa única y el federalismo fiscal.
El líder del Partido Francesco Storace sostenía que su partido no tenía nada que ver con la extrema derecha y en lugar de eso, decía inspirarse en Indro Montanelli, periodista liberal-conservador y director de Il Giornale. Aunque el partido seguía distanciarse de El Pueblo de la Libertad, también rechazaba cualquier alianza futura con los partidos de la extrema derecha, como Fuerza Nueva y el Movimiento Social Llama Tricolor.